# 無端對立
不當對立或無端對立（unwarranted contrast）是一種形式謬誤，無來由地推定對立事物存在。形式邏輯上，是將特稱肯定型（I型）或特稱否定型（O型）之直言命題做形式互換。

## 形式說明

### 特稱肯定型（I型）
形式：

有些S是P
因此，有些S不是P

範例：

有些飲料有毒。
因此，有些飲料沒有毒。

可能所有的飲料都有毒。

### 特稱否定型（O型）
形式：

有些S不是P
因此，有些S是P

範例：

有些飲料沒有毒。
因此，有些飲料有毒。

可能所有的飲料都沒有毒。

## 外部連結
- （英文） Logical Fallacy: Some Are/Some Are Not （页面存档备份，存于）